# دان برن
دان برن (بالإنجليزية: Dan Bern)‏ هو عازف قيثارة ومغن مؤلف وكاتب أغاني ومغني وموسيقي أمريكي، ولد في 27 يوليو 1965 في ماونت فيرنون في الولايات المتحدة.

## وصلات خارجية
- الموقع الرسمي
- دان برن على موقع IMDb (الإنجليزية)
- دان برن على موقع ميوزك برينز (الإنجليزية)
- دان برن على موقع أول ميوزيك (الإنجليزية)
- دان برن على موقع ديسكوغز (الإنجليزية)
- دان برن على موقع قاعدة بيانات الفيلم (الإنجليزية)